# Harry Culver
Harry Hazel Culver (Milford, 22 gennaio 1880 – Hollywood, 17 agosto 1946) è stato un imprenditore statunitense.
Come impresario edile diede vita nel 1913 alla città di Culver City cercando poi di portarvi l'allora nascente universo della cinematografia. Incoraggiò il produttore Thomas H. Ince a spostare la propria casa di produzione in quella che ora è Culver City. Anche la Triangle Film Corporation (oggi Sony Pictures Studios) vennè fondata nel 1915 a Culver City (al numero 10202 di W. Washington Blvd).
Morì a Hollywood nel 1946.